# Concepción (Argentina)
Conceição (em castelhano: Concepción) é uma cidade da Argentina, capital do departamento de Chicligasta, província de Tucumã.